# Молченский монастырь
Молченский Рождество-Богородицкий монастырь (укр. Різдва Богородиці Молченський печерський жіночий монастир) — женский монастырь Конотопской епархии Украинской православной церкви (Московского Патриархата), расположенный в городе Путивль Сумской области Украины. Содержит памятники архитектуры XVII—XIX веков. Главная святыня — Молченская икона Божией Матери.

## История
История основания Молченского монастыря тесно связана с близлежащей Софрониевской пустынью. В 1405 году в 20 верстах к востоку от Путивля, вблизи нынешнего села Новая Слобода над болотом Молча, на месте, где появилась чудотворная икона Пресвятой Богородицы, возник небольшой монастырь, который назывался Молченской (Молчанской) Рождества Богородицы пустынью.
В 1592 году Молченская пустынь была сожжена татарами, а в 1593 году все монахи переселились в Путивль, где внутри крепости находился монастырский осадный двор с церковью Флора и Лавра. В начале XVII века возводятся каменные монастырские здания на юго-восточной окраине города. В 1603 году царь Борис Годунов предоставил монастырю новые владения и подарил драгоценную панагию.

С 18 ноября 1604 по 26 мая 1605 года Лжедмитрий I использовал монастырь как свою резиденцию. Зимой 1606/1607 годов игумен Молченского монастыря Дионисий выступил против «вора Петрушки», за что последний «игумена Деонисья скинул з башни и убил до смерти». Позднее в монастыре возник пожар, в результате которого здания сильно пострадали. 

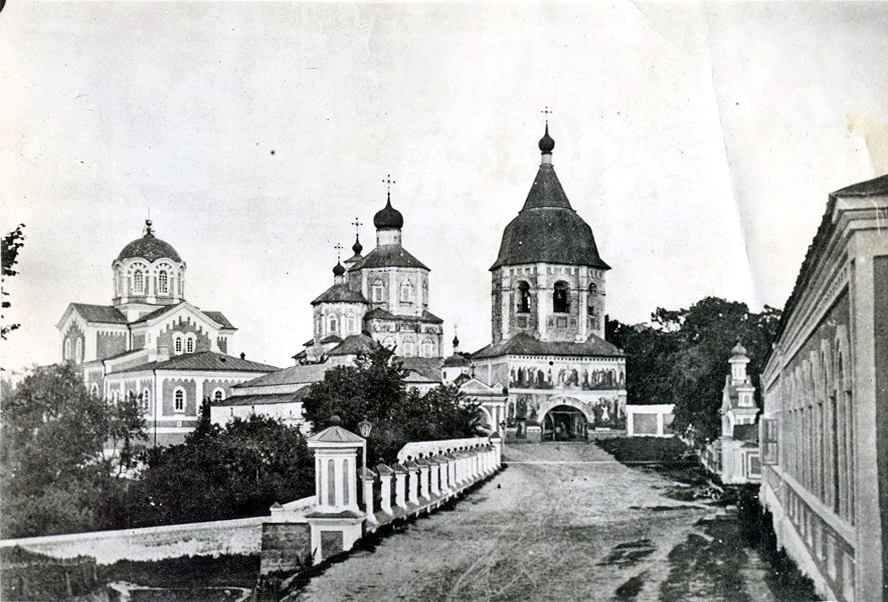
Молченский монастырь до революции

В 1653 году разрушенный монастырь был восстановлен. Чтобы избежать путаницы, монастырь в Путивле стал именоваться Большим Молченским, а восстановленный над болотом Молча, — Малой Молченской пустынью. Последний с конца XVII века стали называть Софрониева пустынь, или Софронтьевский монастырь.
С конца XVII века монастырь, как и сам город Путивль начал постепенно приходить в упадок. В течение нескольких веков в монастыре находился состав с порохом и арсенал. Только с XIX века монастырь начал выполнять только церковную функцию.
Во второй половине XIX века на основе разрушенных крепостных стен и башен строят церковь Иоанна Предтечи в русско-византийском стиле. Впоследствии церковь надстроили, в результате этого был потерян первоначальный вид собора.

Монастырь до начала реставрации. 1950-е годы

В 1922 году обитель закрыли, а её помещения занял уездный дом инвалидов. К 1928 году монастырские здания пребывали в заброшенном состоянии и разрушались. С 1930-х годов территорию и сооружения монастыря занимали детский дом, профтехучилище, военный завод. Деятельность этих учреждений довела достопримечательность до катастрофического состояния.
С 1960 года в монастыре ведутся реставрационные работы, а уже через 17 лет здесь был создан Государственный историко-культурный заповедник. Хотя в советское время на реставрацию было потрачено много бюджетных средств, ни одна из достопримечательностей не была выведена из аварийного состояния.
В 1991 году монастырь был передан Украинской православной церкви (МП). Сначала здесь действовал мужской монастырь, ныне — женский.

## Сооружения

### Собор Рождества Пресвятой Богородицы

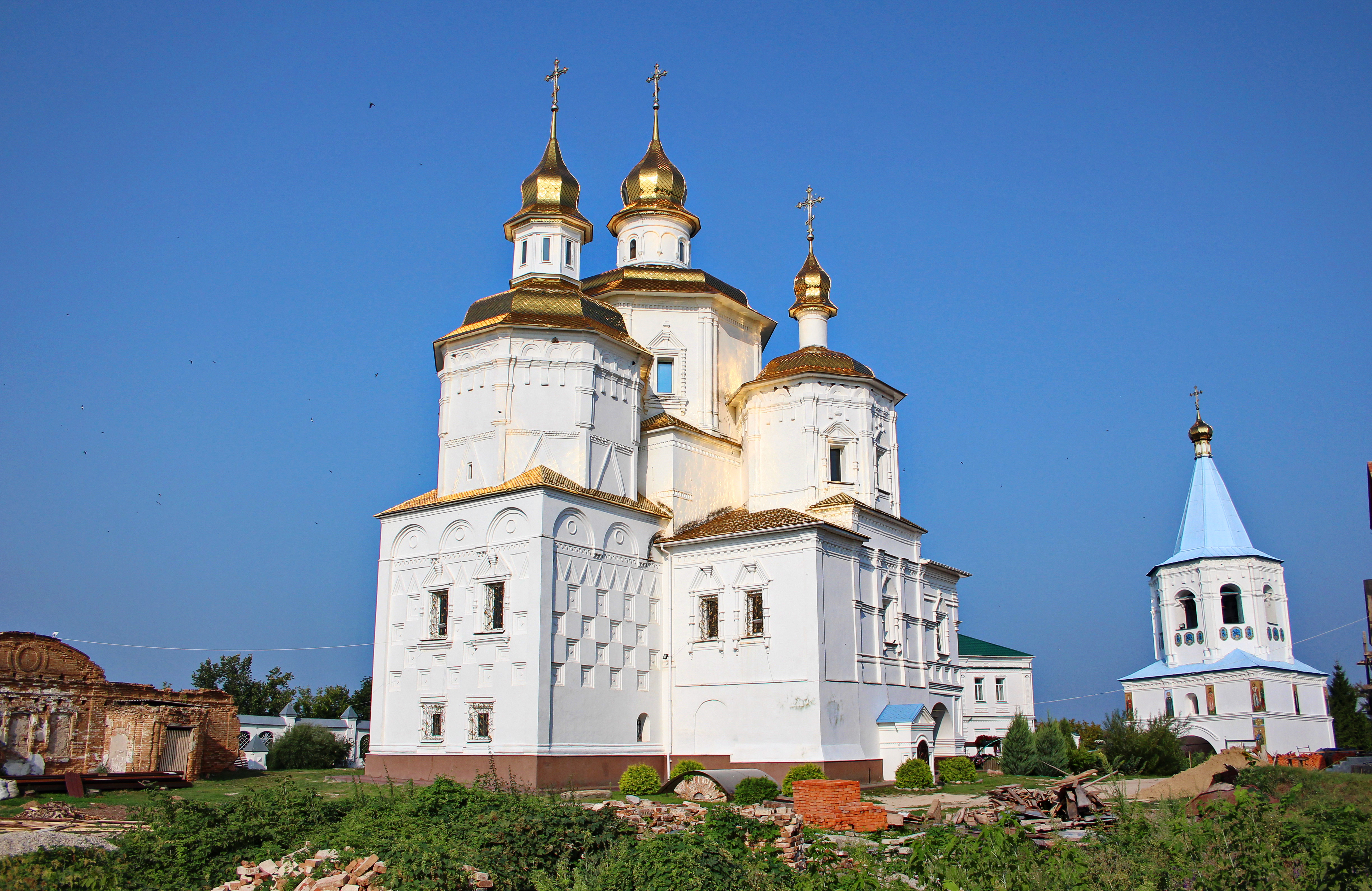
Собор Рождества Богородицы — гибрид украинского и нарышкинского барокко. Увенчан тремя восьмериками — над основным объёмом, приделом и алтарём, с декором в стиле московских церквей XVII века.

Собор возведён в 1602—1604 годах как подворье загородной Софрониевской пустыни. Кроме ритуальной функции он выполнял ещё и оборонительную. Поскольку собор возводился посреди тесного крепостного двора, застроенного со всех сторон, пришлось объединить в его здании амбар — в подвале и в подклете, трапезную и кухню — в подклете, собор и тёплую церковь — на втором ярусе, боевую камеру с бойницами — на третьем ярусе, над алтарём.
В архитектурном плане здания есть три неординарные особенности: алтарь в виде квадратной башни, а не полукруглой апсиды; камера оборонного назначения на третьем ярусе алтаря увенчана шатром; перекрытия подклета нефа системой крестовых сводов со столбом посередине. Эта композиция является редкой для украинской архитектуры. Собор принадлежит к типу многофункциональных культовых сооружений, приспособленных к обороне, которые называют «церквями-крепостями».
В 1612 году собор пострадал от пожара, после чего был сильно перестроен в 1630—1636 годах. Следующие перестройки произошли в 1666—1669, 1778, 1860-х годах, когда к собору был пристроен одноэтажный корпус библиотеки.
Здание имеет черты характерны для московской архитектуры XVII—XVIII веков с проявлениями украинского архитектурного типа, тяготел к высотной башнеподобной композиции.
В 1921 году здесь произошел пожар, после которого пришлось разобрать соборную галерею и библиотеку. В 1922 году были закрыты все монастыри Путивльского уезда, в том числе и Молченский. Во второй половине 40-х — начале 50-х годов XX века в приделе собора в честь святых Зосимы и Савватия Соловецких было разрешено отправлять богослужения.
К особо почитаемых святынь этого храма относятся: чудотворная икона Молчанской Божьей Матери (1724), возвращена монастырю в 1995 году; небольшая рака с мощами Святых угодников, икона Пресвятой Богородицы «Утоли мои печали» (XVIII век), икона «Троица» (XIX век), образ «Вознесение» (XIX век) и другие.

### Надвратнаяколокольня
Первоначально была крепостной надвратной башней и возводилась примерно в один период с стенами и угловыми башнями в 1602—1604 годах. В 1700 году башня перестроена. Сейчас уже ничто не напоминает о оборонительном характере этого здания.

### Оборонительные стены с угловой башней
Эти стены являются остатками каменной фортификации Путивля. Собственно стены — внутренняя, непосредственно окружала монастырскую территорию и внешняя, вдоль дороги к Сейму. Высота стен была сравнительно небольшой — не выше 5,5 метров.

### Трапезная

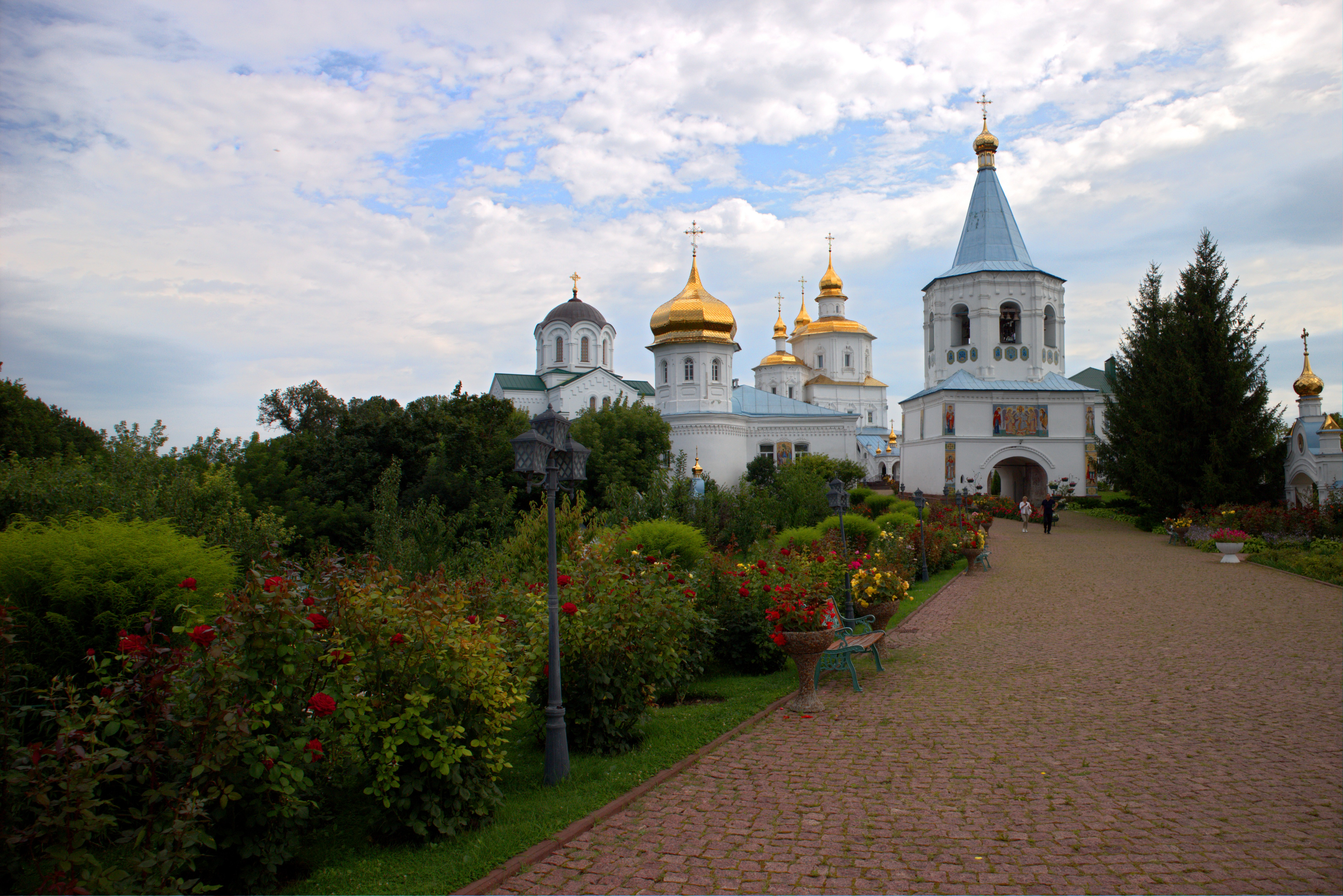
Вид колокольни и трапезной

Трапезная — четырёхугольный одноэтажный корпус надстроен в первой половине XIX века над казематами, прилегающими к древней крепостной стене с угловой круглой башней.

### Тёплая церковь святого Иоанна Предтечи
Построена в 1866—1869 годах архитектором Давидом Гриммом в русско-византийском стиле на месте полуразрушенного одноимённого храма 1743 года. В основе сооружения монастырская стена с казематами, что хорошо видно в подвале здания. Церковь была закрыта в середине 20-х годов XX века вместе с монастырём. В 1930-х годах храм претерпел значительные перестройки и стал похож на здание гражданского назначения.

### Настоятельский корпус

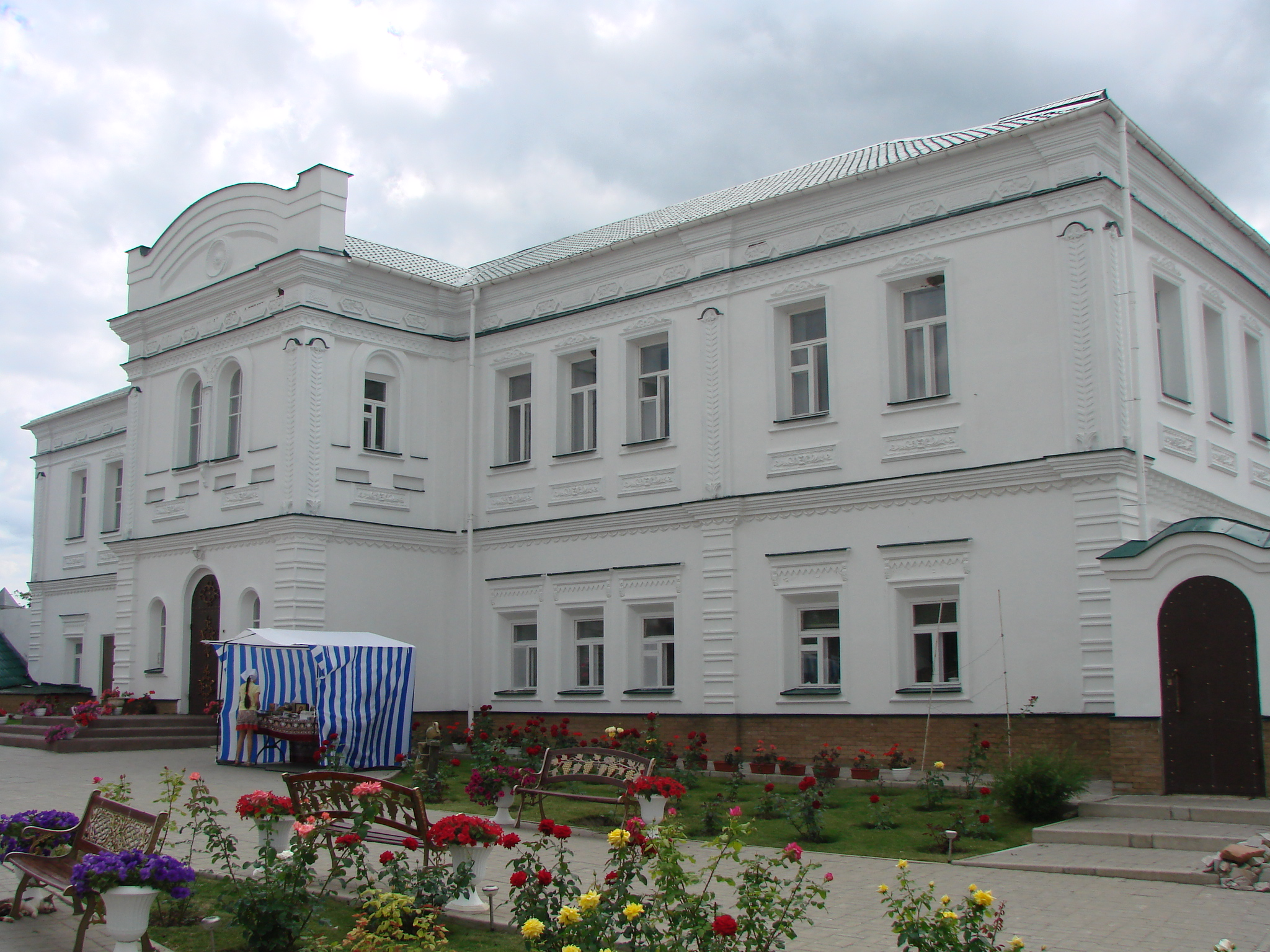
Настоятельский корпус

Возведён в 1720—1730-х годах, с перестройками XIX—XX веков. В основе сооружения крепостная стена и постройки начала XVII века. Сначала здесь содержались кельи монахов на первом этаже и настоятельские покои на втором. Впоследствии корпус заняла Путивльская духовная консистория.

### Другое
Западнее надвратной колокольни, ближе к городу расположены сооружения хозяйственного двора и два каменных гостиничных корпуса, перестроены в послевоенные годы. В течение 90-х годов XX века им частично возвращено первоначальные формы.
Монастырскую гору пронизывают пещеры и подземные ходы. Некоторые из них, прорытые одновременно с построением монастыря, выполняли роль тайника. В XIX веке в этих пещерах находили польские монеты начала XVII века.